# SDSS J222210.25+005319.0
SDSS J222210.25+005319.0 abrégée en SDSS J2222+0053 est un lointain et très lumineux quasar — émettant de puissantes raies d'émissions d'atomes ionisés — , située à proximité visuelle de l'étoile SAO 127477, dans la constellation du Verseau à ~2,5 milliards d'a.l. de la Terre et une distance comobile de 52 milliards d'a.l.. Découvert en juin 2007 par une équipe du Sloan Digital Sky Survey, il est l'un des quasars les plus lumineux découverts par le SDSS, avec une magnitude absolue de -27.89 ± 0.50. Basée sur ses raies spectrales de Hb, Mg II et C VI, SDSS J2222+0053 pourrait contenir l'un des trous noirs les plus massifs, celui siégeant au centre de SDSS J2222+0053 a une masse estimée de 24 milliards de M☉.

## Quasar

### Structure et comportement
SDSS J2222+0053, en tant que quasar, est supposément un disque d'accrétion de gaz extrêmement chaud, tourbillonnant autour d'un gigantesque trou noir au centre d'une galaxie. La lumière provenant du quasar a été émise il y a ~2,5 milliards d'années. La galaxie environnante n'est pas visible depuis la Terre parce que le quasar lui-même l'éclipse. D'une magnitude absolue de -27.89 ± 0.50, il brille avec une luminosité de 4 × 1038 watts, soit avec autant d'intensité que 11 200 milliards de Soleils. Ce quasar est donc plus lumineux que la Voie lactée elle-même. Comme d'autres quasars, SDSS J2222+0053 possède un spectre contenant des raies d'émission de gaz froids beaucoup plus loin que le disque d'accrétion. Ces raies sont principalement des raies d'hydrogène, de carbone et de magnésium doublement voire quintuplement ionisé, indiquant que le gaz voyage très rapidement dans ce dernier ; les lignes d'hydrogène bêta et de carbone montrent qu'il se déplace à une vitesse de plus de 1 200 jusqu'à ~3 000 km/s. Ceci indique que le trou noir central doit exercer une très grande force gravitationnelle sur le gaz qui l'entoure. Les raies HB, Mg II et C V montrent la présence d'hydrogène, de magnésium et de carbone ionisé dans le disque d'accrétion et son voisinage.

### Trou noir supermassif
En mesurant les différentes raies d'émissions de SDSS J2222+0053, les scientifiques ont pu calculer que les gaz composant le disque d'accrétion du quasar se déplacent à plus de 1 200 jusqu'à ~3 000 km/s. Cette vitesse corrélée avec les lois de la gravitation montre que SDSS J2222+0053 abrite un trou noir supermassif de 24 milliards de M☉. Un tel trou noir aurait un rayon de Schwarzschild de 473,9 unité astronomique soit 70 milliards de kilomètres.